# Chrysotus latealtus
Chrysotus latealtus är en tvåvingeart som beskrevs av Vanschuytbroeck 1951. Chrysotus latealtus ingår i släktet Chrysotus och familjen styltflugor.
Artens utbredningsområde är Kongo. Inga underarter finns listade i Catalogue of Life.